# ميفيستو (مارفل كومكس)
ميفيستو هو شخصية خيالية في مارفل كومكس من ابتكار ستان لي وجون بوسيما،ظهرت الشخصية لأول مرة في ديسمبر 1968.